# Ogród Botaniczny Uniwersytetu Wrocławskiego

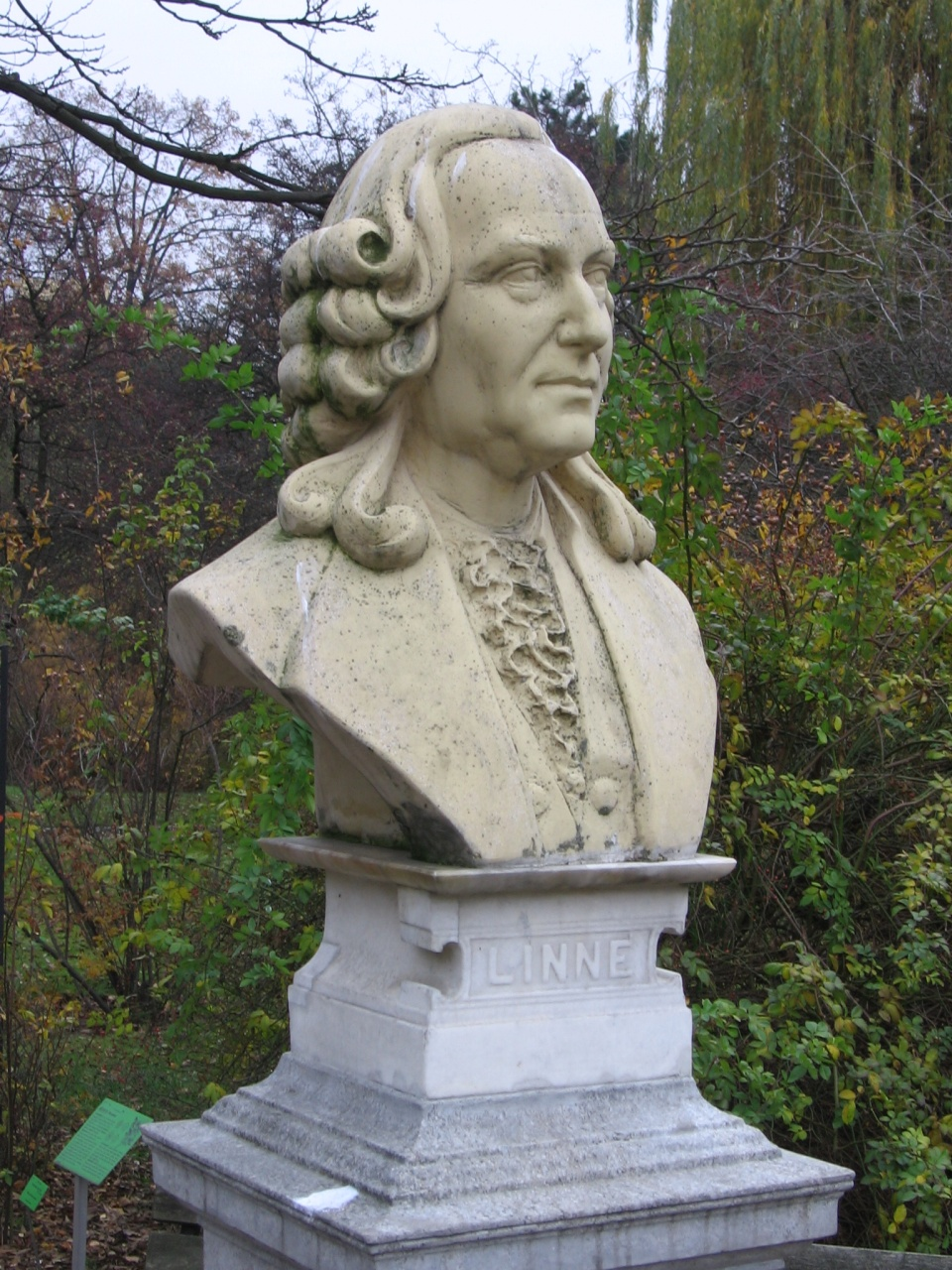
Pomnik Karola Linneusza

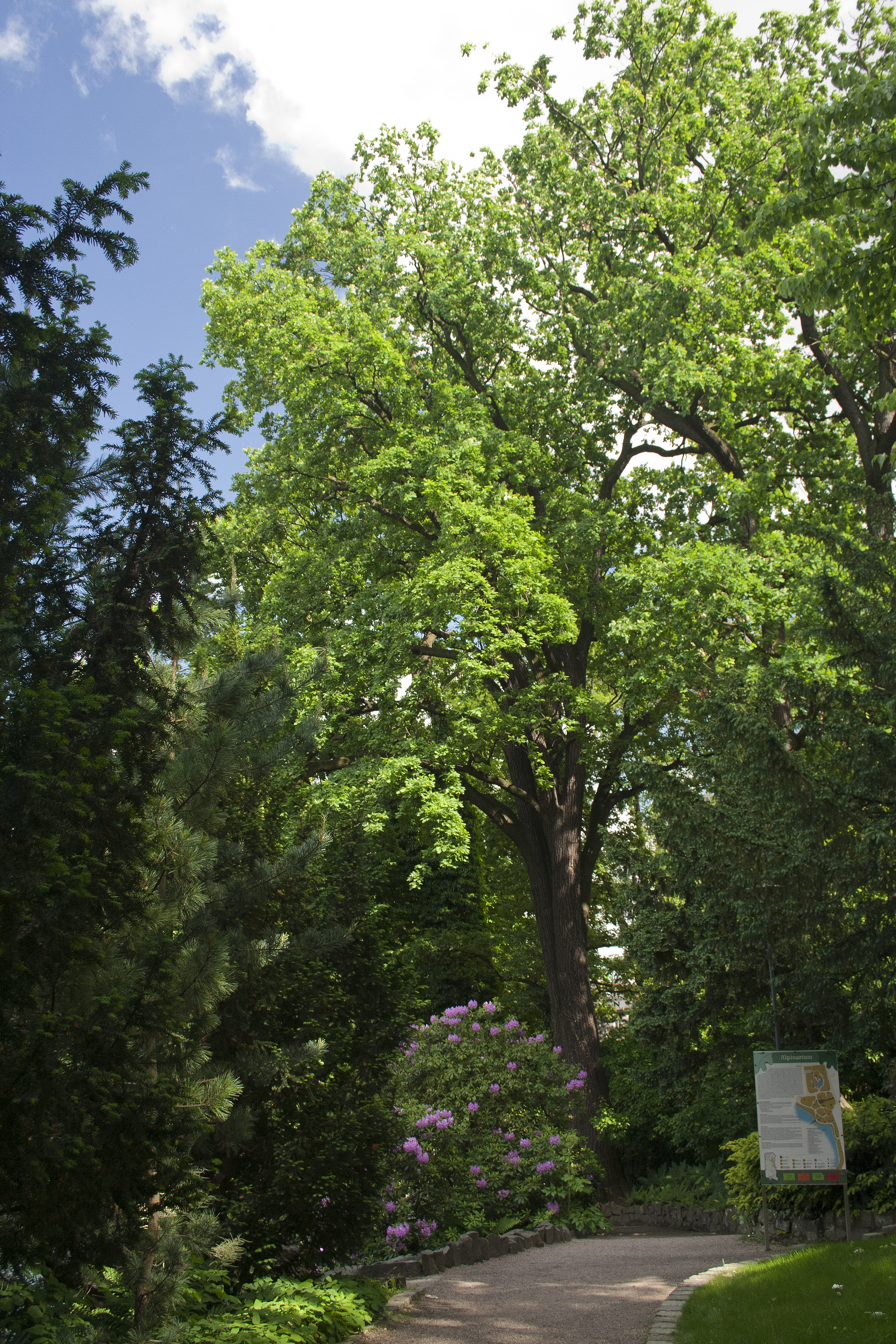
Grupa dębów szypułkowych w ogrodzie

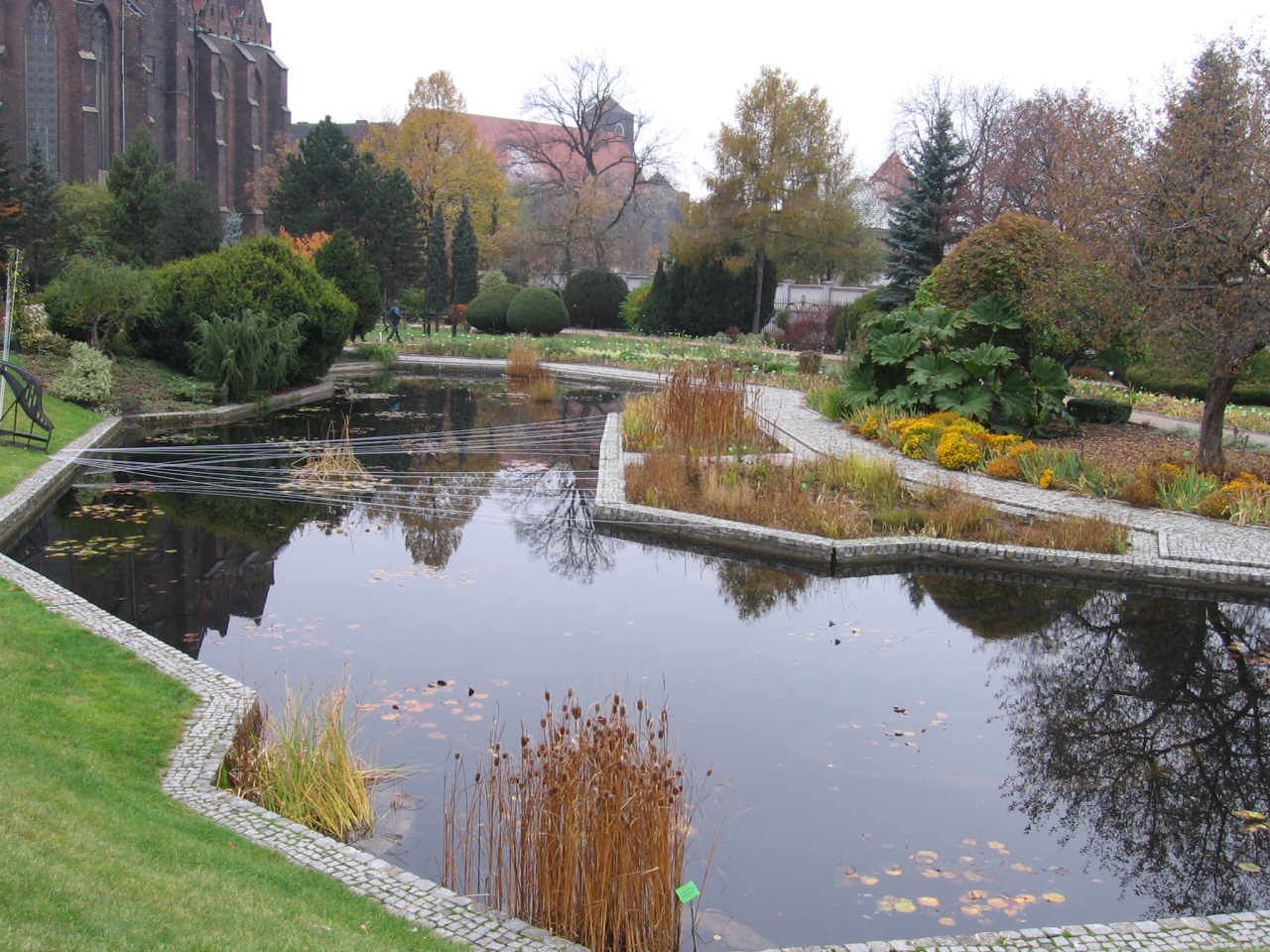
Basen dla roślin wodnych

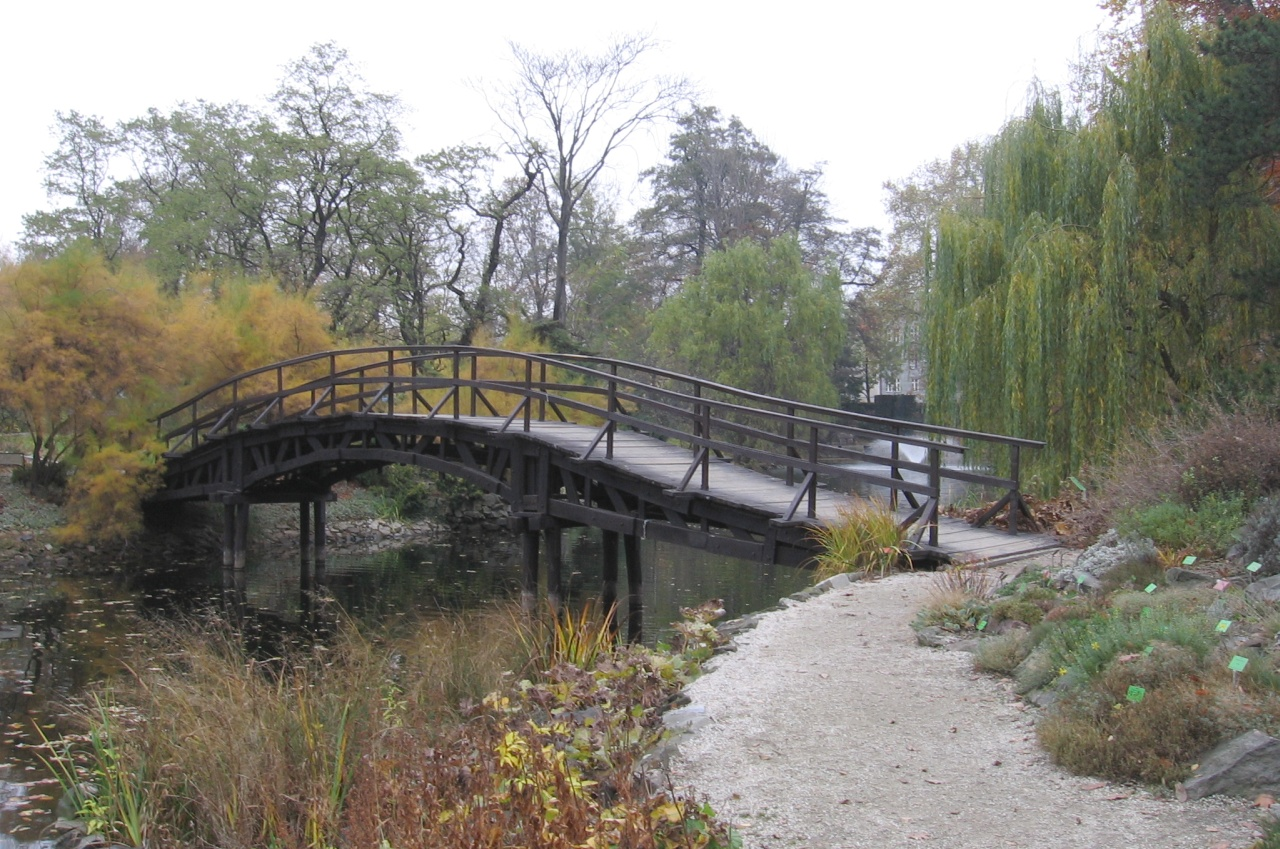
Mostek przez staw

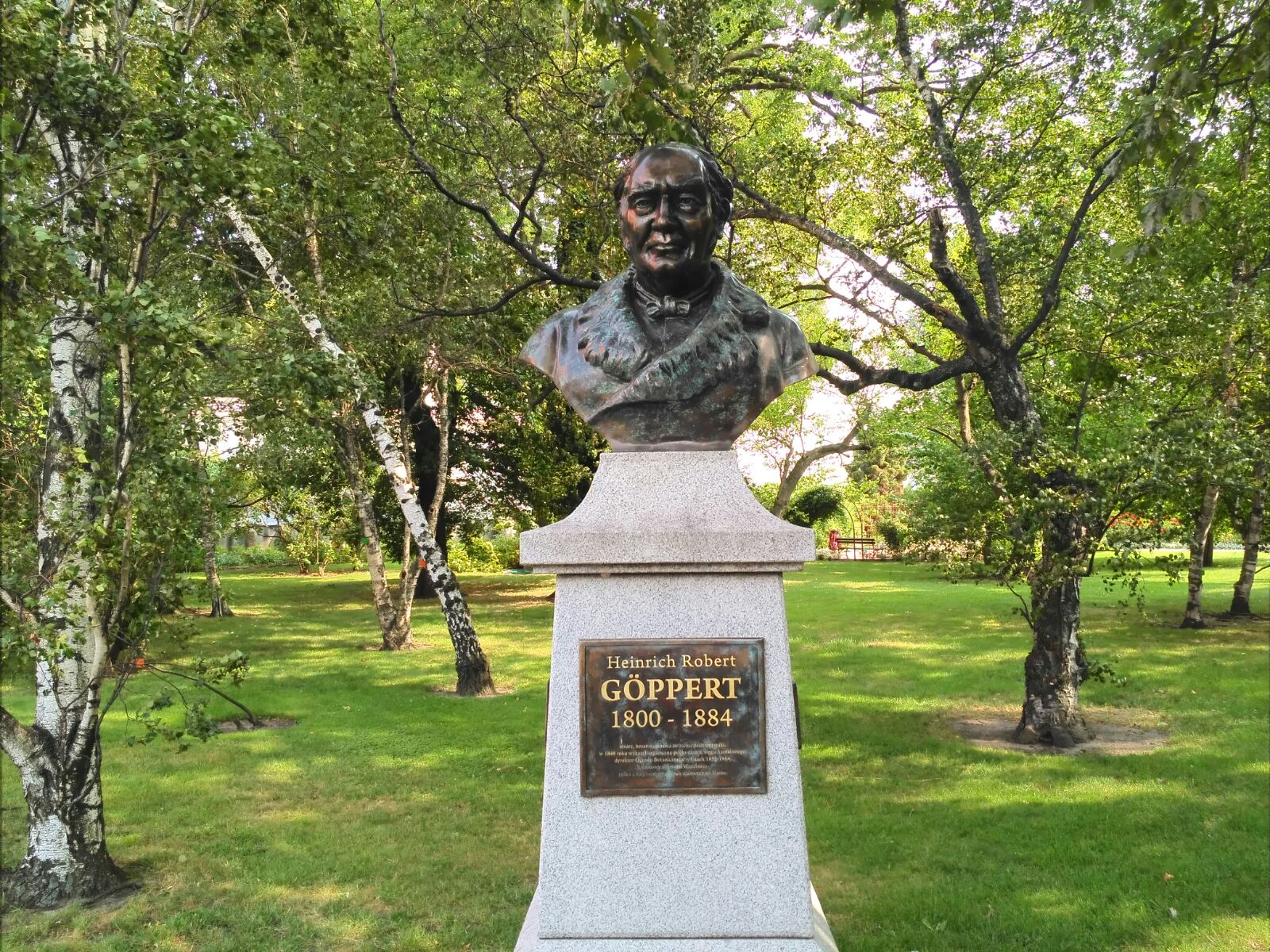
Popiersie prof. Heinricha Göpperta

Ogród Botaniczny Uniwersytetu Wrocławskiego – ogród botaniczny założony we Wrocławiu w roku 1811 na terenie częściowo Ostrowa Tumskiego, częściowo odzyskanym po zburzonych na rozkaz Napoleona fortyfikacjach miejskich i po zasypanej północnej odnodze Odry (po tej odnodze rzeki pozostał w ogrodzie zbiornik wodny), ograniczonym dzisiejszymi ulicami Kanonią, Hlonda, Wyszyńskiego, Sienkiewicza i Świętokrzyską. Jest to drugi, zaraz po Ogrodzie Botanicznym Uniwersytetu Jagiellońskiego, najstarszy ogród w Polsce.

## Lokalizacja
Ogród Botaniczny Uniwersytetu Wrocławskiego położony jest po północnej stronie katedry Św. Jana Chrzciciela i kościoła Św. Krzyża, częściowo w obrębie historycznego Ostrowa Tumskiego, w odległości ok. 2 km od Rynku.

## Historia
Po zdobyciu Wrocławia przez wojska napoleońskie 5 stycznia 1807 r. rozpoczęto burzenie umocnień i zasypywanie fos twierdzy Wrocław. Wydarzenie to spowodowało intensywny rozwój miasta, stworzenie m.in. promenad oraz przekazanie części terenów pofortyfikacyjnych dla nowo powstałego Uniwersytetu Wrocławskiego z przeznaczeniem stworzenia Ogrodu Botanicznego. Początkowo Ogród zajmował ok. 5 ha.
Pierwsze kolekcje roślin zaczęto gromadzić już w pierwszym roku funkcjonowania Ogrodu, wtedy również wybudowano pierwszą dużą szklarnię (37 m dł., 10 m szer., 5 m wys.), złożoną z trzech części – każda o innej temperaturze. Umożliwiło to przezimowanie roślin ze strefy umiarkowanej i subtropikalnej oraz utrzymanie gatunków wybitnie ciepłolubnych. Spośród pierwszych posadzonych w Ogrodzie drzew, kilka z nich zachowała się do dziś m.in. przy zachodnim końcu stawu Dąb Przyjaźni (Quercus robur) – posadzony w 1811 r., grupa pomnikowych cisów (Taxsus baccata) oraz przypuszczalnie 10 lat starsze platany klonolistne (Platanus x acerifolia), pierwszy przy północno-wschodnim końcu stawu, drugi przy wejściu od strony ul. Kanonii. Pod koniec 1816 r. zarejestrowano w zbiorach placówki ok. 500 gatunków gruntowych oraz ok. 1500 gatunków szklarniowych. W kolejnych latach nastąpił intensywny rozwój kolekcji roślin za sprawą licznych ekspedycji botanicznych oraz wymiany nasion między ogrodami botanicznymi. W 1843 r. liczebność kolekcji wrocławskiego Ogrodu wynosiła ok. 10 tys. różnych gatunków i odmian, z czego 5,5 tys. stanowiło rośliny szklarniowe.
W 1945, podczas oblężenia Festung Breslau przez Armię Czerwoną, całkowitemu zniszczeniu uległa kolekcja roślin szklarniowych i w 50% – drzewostan Ogrodu. W Ogrodzie Niemcy ustawili stanowiska artylerii przeciwlotniczej, przyjmowali na jego terenie lotnicze zrzuty zaopatrzenia i zbudowali liczne schrony z amunicją. Jeszcze w latach 50. XX wieku podczas gruntownego czyszczenia ogrodowego stawu, reliktu po zasypanym korycie odnogi Odry, znaleziono na dnie pokaźny arsenał z czasów wojny.
Przez pierwsze trzy lata po wojnie porządkowaniem zrujnowanego Ogrodu kierował botanik, prof. Stanisław Kulczyński, pierwszy rektor połączonych jeszcze wówczas Uniwersytetu i Politechniki we Wrocławiu. W 1948 podjęto ostateczną decyzję o ponownym uruchomieniu Ogrodu, powierzając to zadanie profesorom Henrykowi Teleżyńskiemu i Stefanowi Macce. W 1950 Ogród udostępniono publiczności, początkowo tylko w niedziele i święta. W latach 1958–1972 Ogrodem kierowała doc. (później profesor) Zofia Gumińska. W 1958 saperzy oczyścili staw i zbudowali nad nim łukowy drewniany mostek, pozostający do dziś jednym z symboli tego Ogrodu. Od tego roku Ogród otwarty jest dla publiczności przez wszystkie dni tygodnia. W 1960 przyłączono do Ogrodu kolejny hektar terenu, od strony ul. Świętokrzyskiej, na którym w 1967 wybudowano specjalny basen dla roślin wodnych – grzybieni – według projektu arch. Tadeusza Zipsera. Od 1972 do 1980 Ogrodem kierowała prof. Krystyna Kukułczanka i w tym czasie, w 1974 został on wpisany do rejestru zabytków województwa wrocławskiego (od 1994 wraz z otaczającym go historycznym centrum Wrocławia uznany jest za pomnik historii). Od roku 1984 do 2016 Ogrodem kierował dr hab. Tomasz J. Nowak. Od 2017 dyrektorem Ogrodu jest dr hab. Zygmunt Kącki.

### Szklarnie w Ogrodzie
Ogród botaniczny na swoim terenie podczas ponad 200-letniej historii był wyposażony w zmienną liczbę, różnej wielkości szklarni.

#### Szklarnia nr 2 (po 1957 r. Palmiarnia)
Wybudowana w 1823 r. (25 m długości, 9,5 m szerokości, 5 m wysokości) służyła do zimowego przechowywania bylin, krzewów i drzew z Afryki Południowej, obu Ameryk, Australii i południowej Europy. Wewnątrz utrzymywano zimą 4–6 °C. Z uwagi na intensywny rozwój Ogrodu budynek stał się niewystarczający, dlatego w 1878 r. ówczesny dyrektor Ogrodu prof. Heinrich Göppert zadecydował o wybudowaniu nowego obiektu w miejscu wcześniejszej szklarni. Nowy budynek wykonano w całości ze stali i szkła na granitowym cokole (24 m dł., 12,5 m szer., 11,75 m wys.). Pionowe ściany i dach były pokryte podwójnymi szybami. Wnętrze było podzielone na 6 części. W szklarni wykorzystano najnowsze rozwiązania technologiczne instalując centralne ogrzewanie, które pozwalało uzyskać różnicę temperatur pomiędzy sześcioma częściami, dochodzącą do 25 °C. Dodatkowo zamontowano system zraszania roślin oraz liczne wietrzniki w konstrukcji. Od strony południowej przylegała do szklarni prawie kwadratowa (ok. 10 × 10 m) przeszklona konstrukcja, mieszcząca wewnątrz okrągły basen o średnicy 8 m, 0,75 m gł. z podgrzewaną do 29–31 °C wodą. W basenie była uprawiana niezwykle atrakcyjna, pochodząca z Ameryki Południowej Victoria regia, z tego też względu dobudówkę nazywano powszechnie Wiktorią. Szklarnia została zniszczona podczas II wojny światowej.
Obiekt został odbudowany w 1957 r., zachowując historyczny kształt, zmienił się jednak charakter uprawianych kolekcji na rośliny tropikalne. Brak remontów (ostatni generalny remont konstrukcji wykonano w latach 1972–1975), a w następstwie zły stan techniczny obiektu, doprowadził do zamknięcia Palmiarni dla zwiedzających, po niespełna 49 latach funkcjonowania. Ze względu na stan techniczny szklarnia została rozebrana w 2013 r.
W 2024 r. ogłoszono przetarg na zaprojektowanie i wybudowanie w ciągu 3 lat nowego obiektu, który będzie pełnił funkcję Palmiarni.

## Działy i Kolekcje Roślinne

### Charakterystyka biologiczna
Obszar Ogrodu obejmuje 7,4 ha (i 0,33 ha pod szkłem) i znajduje się w nim około 7,5 tysiąca gatunków roślin szklarniowych i gruntowych. Licząc różne ich odmiany liczba ta sięga 11,5 tysiąca.
Na terenie ogrodu, głównie w Arboretum rosną: cypryśniki błotne, mamutowce, sekwoja wieczniezielona, cedry, szydlice, kuningamie, modrzew polski, metasekwoje, cyprysowce Leylanda i sośnice.
Spośród rosnących na terenie Ogrodu drzew za pomniki przyrody uznano 27 z nich: dęby, cisy, miłorzęby, buki i platany.
Oprócz ekspozycji roślin w Ogrodzie można podziwiać zbudowany w 1856 na terenie alpinarium przekrój geologiczny wałbrzyskich złóż węgla kamiennego, przedzielonych osadami piaskowców i łupków. W ekspozycję tę wkomponowano skamieniałe odciski wymarłych roślin, skamieniałe pnie drzew itp.

### Działy
- Gruntowe rośliny ozdobne – dział położony w zachodniej części Ogrodu, został utworzony w latach 60. XX w. z myślą o propagowaniu dekoracyjnych roślin ogrodniczych. Podziwiać tu można kolejno zakwitające byliny, między innymi liczącą 30 odmian kolekcję hiacyntów, 80 odmian narcyzów, a także kolekcje kosaćców, piwonii i liliowców.
- Systematyka – zajmuje powierzchnię ok. 2 ha, w centralnej części Ogrodu. Zgromadzono tu rośliny zielne oraz drzewa, krzewy i krzewinki mogące się rozwijać i zimować w warunkach klimatycznych Polski.
- Arboretum – dział utrzymany w charakterze parku spacerowego, rosną tu zarówno rodzime, jak i obce gatunki drzew i krzewów.
- Alpinarium – znajduje się tu około 1500 gatunków i odmian uprawnych roślin skalnych. Jego osobliwością jest profil geologiczny.
- Rośliny wodne, błotne i akwariowe – znajduje się tu jedna z największych na świecie (licząca ponad 250 taksonów) kolekcja subtropikalnych i tropikalnych roślin wodnych i błotnych.
- Rośliny szklarniowe – wrocławska kolekcja szklarniowa liczy ogółem blisko 5000 taksonów i należy do najbogatszych w Polsce.
- Dydaktyka i morfologia roślin – zgromadzono tu ekspozycję gatunków, które ilustrują m.in. wybrane zagadnienia z zakresu biologii i morfologii, ekologii i geografii roślin, pozwalające poznać budowę kwiatów i sposoby ich zapylania, typy owoców i sposoby rozsiewania nasion, różne typy kwiatostanów, pędów, liści, korzeni oraz formy życiowe roślin.
- Pnącza – największa w Europie kolekcja dzikich gatunków pnączy zimujących w gruncie oraz odmiany ogrodnicze i gatunki jednoroczne roślin pnących.
- Panorama natury – stała wystawa prezentująca wszystkie ery oraz okresy wchodzące w ich skład. Lewa strona wystawy to ekspozycja skał i minerałów Dolnego Śląska. Głównym elementem prawej strony wystawy jest panoramiczny obraz o rozmiarach 36 × 2 m, dzieło znanego wrocławskiego artysty malarza Janusza Merkla, w realistyczny sposób przedstawiające rozwój życia na Ziemi od kambru do czwartorzędu.
- Pracownia kultur tkankowych.

### Przeprawy w Ogrodzie Botanicznym
Na terenie ogrodu znajdują się niewielkie kładki stanowiące przeprawy dla pieszych przez staw, będący starorzeczem jednego z ramion bocznych Odry, które zasypane zostało w XIX wieku. W ramach założeń ogrodu w ciągu alei spacerowych wybudowano drewnianą kładkę i pomost. Na drugim, mniejszym stawie (basenie), nie ma wybudowanych kładek.
Kładka w ogrodzie jest obiektem mostowym, łukowym, trójprzęsłowym. Konstrukcję nośną stanowią kratownice wykonane z drewnianych belek. Skrajne kratownice są trójkątne, natomiast środkowa kratownica ma pasy lekko zbieżne ku zwornikowi łuku. W pasach dolnych kratownic wykształcono podparcia oparte na podporach z podwójnymi rzędami drewnianych słupów. Natomiast przyczółki przeprawy na obu brzegach zbiornika wodnego wykonano jako murowane. Kładka została zbudowana w 1958 roku dzięki pomocy Wyższej Szkoły Oficerskiej Wojsk Inżynieryjnych i żołnierzy, którzy zbudowali obiekt. Łączy ona brzegi między alpinarium a działem systematyki. Stała się jednym z najchętniej fotografowanych elementów Ogrodu, wręcz jego symbolem. W 1992 roku, ze względu na zły stan techniczny oryginalna konstrukcja została rozebrana i w tym samym miejscu odbudowano kładkę w identycznym kształcie.
Pomost na stawie wykonano również jako drewniany, oparty na palach. Nawierzchnię pomostu wykonano z desek.

## Struktura organizacyjna Ogrodu
Ogrodem kieruje dyrektor, a w jego strukturach znajduje się kilka jednostek organizacyjnych, wymienionych poniżej.

### Polish Vegetation Database – Polska Baza Danych o Roślinności
Polish Vegetation Database jest zarejestrowana w serwisie Global Index of Vegetation-Plot Databases (GIVD) z kodem EU-PL-001. Jest obecnie jednym z największych nośników informacji biologicznej na świecie. Baza wchodzi w skład międzynarodowych konsorcjów baz danych w Europie European Vegetation Archive (EVA) i na świecie sPlot. Jest także częścią Krajowej Sieci o Informacji o Bioróżnorodności (KSiB).

### Pracownia Ekologii Roślinności
Opracowuje zagadnienia związane z ekoinformatyką, ekologią i zróżnicowaniem roślinności w różnych skalach czasowych i przestrzennych. Szczególną uwagę skupia na zróżnicowaniu lokalnym i regionalnym roślinności Polski. Działalność pracowni polega przede wszystkim na wykorzystaniu zasobów i rozwoju narodowej bazy danych Polish Vegetation Database (PVD), która jest częścią europejskiej (EVA) i światowej (GIVD) sieci informacji o bioróżnorodności.

### Pracownia Kultur Tkankowych
Założona przez prof. dr hab. Krystynę Kukułczankę w roku 1970 Pracowna Kultur Tkankowych, w której badania koncentrowały się na problemach związanych z regeneracją roślin w kulturach in vitro. Rozmnażano wiele gatunków egzotycznych i naziemnych storczyków, bromelii, roślin owadożernych oraz roślin ozdobnych. Inne obecnie badane zagadnienia to fizjologia procesów wzrostu i rozwoju podkładek jabłoni, a szczególnie przemiany metaboliczne związane ze spoczynkiem, aktywnym wzrostem, regeneracją korzeni i genetyczną transformacją.

### Arboretum Wojsławice
Jednostką filialną wrocławskiego Ogrodu Botanicznego od 1988 roku jest 62-hektarowe Arboretum Wojsławice niedaleko Niemczy. Jest ono szczególnie znane z pokaźnego zbioru różaneczników, wielu unikatowych rzadkich drzew iglastych (np. najwyższego w Polsce mamutowca olbrzymiego, czy najstarszej sośnicy japońskiej) oraz 12 hektarowego sadu historycznych odmian czereśni. W jego kolekcji zgromadzono ponad 15 tysięcy gatunków i odmian roślin, z których około 80% stanowią odmiany uprawne. Ponadto w Arboretum znajduje się 7 Kolekcji Narodowych roślin.

### Biblioteka Ogrodu Botanicznego
Biblioteka specjalistyczna oferująca zbiory o profilu: botanika, historia botaniki, florystyka polska i światowa, dendrologia, kultury tkankowe, rośliny ozdobne, wodne, alpejskie, chronione, lecznicze, trujące, przyprawowe, ogrody, tereny zielone.

## Dyrektorzy i Kierownicy Ogrodu Botanicznego we Wrocławiu
Pierwszymi jego dyrektorami byli w latach 1811–1816 jego założyciele: systematyk, anatom i fizjolog roślin prof. Heinrich Friedrich Link i profesor historii naturalnej i rolnictwa F. Heyde. Od 1816 do 1830 Ogrodem kierował Ludolf Christian Treviranus, młodszy brat – również przyrodnika – Gottfrieda Reinholda Treviranusa. Jego następcą w latach 1830–1852 był systematyk roślin Christian Gottfried Daniel Nees von Esenbeck, którego usunięto ze stanowiska z przyczyn politycznych w związku z jego działalnością w okresie Wiosny Ludów (1848–1849). W latach 1852–1883, gdy jego dyrektorem był Johann Heinrich Robert Göppert, Ogród rozbudowano o działy dendrologiczny, paleontologiczny, grupy fizjonomiczne i geograficzne, poszerzono też dział roślin użytkowych. Po Göppercie Ogrodem kierowali kolejno Adolf Engler (do 1889), Karl Prantl (do 1893), Ferdinand Pax (do 1926), Peter Stark (do 1928), Johannes Buder (do 1945). Ten ostatni rozszerzył w 1933 granice Ogrodu o ok. 1 ha o były cmentarz przy dzisiejszych ulicach Hlonda i Wyszyńskiego.
Dyrektorzy Ogrodu w kolejności chronologicznej:
- 1811–1815 – Heinrich Friedrich Link
- 1816–1830 – Ludolf Christian Treviranus
- 1830–1852 – Christian Gottfried Daniel Nees von Esenbeck
- 1852–1884 – Heinrich Göppert
- 1884–1889 – Adolf Engler
- 1889–1893 – Karl Anton Eugen Prantl
- 1893–1926 – Ferdinand Albin Pax
- 1927–1928 – Peter Stark
- 1929–1945 – Johannes Buder, ostatni niemiecki dyrektor ogrodu botanicznego
- 1947–1957 – Stefan Macko (1889–1967), prof. dr hab., palinolog, ekolog i geograf roślin, pierwszy powojenny kierownik
- 1958–1972 – Zofia Gumińska (1917–2006), dr hab., fizjolog roślin, pionierka upraw hydroponicznych w Polsce; od 1948 roku odbudowywała Ogród Botaniczny ze zniszczeń wojennych, kierownik
- 1972–1980 – Krystyna Kukułczanka (1925–2014), prof. dr hab., fizjolog roślin, twórczyni Pracowni Kultur Tkankowych, kierownik
- 1980–1981 – Mieczysław Tokarski (1926–1989), dr, systematyk roślin, kierownik
- 1984–2016 – Tomasz Jan Nowak (ur. 1949), dr hab., prof. nadzw. Uniwersytetu Wrocławskiego i Uniwersytetu Przyrodniczego we Wrocławiu, fizjolog roślin, dendrolog
- 2016–2017 – Ryszard Kamiński (pełniący obowiązki dyrektora)[17]
- od 2017 – Zygmunt Kącki[17]

## Godziny otwarcia
Ogród otwarty jest dla zwiedzających od 1 kwietnia do 31 października, wstęp jest płatny.